# 三浜唯
三浜 唯 （みはま ゆい、2002年〈平成14年〉6月24日 - ）は、日本のAV女優。マインズ所属。

## 略歴
2023年10月3日、「新人 まだ‘可愛くなる方法’を知らない未完成原石AVデビュー」でMOODYZ専属女優としてAVデビュー。
2024年12月の作品以降、新作は出しておらず、X、インスタグラム、tiktokのアカウントも削除された。

## 人物
- 特技:テニス、ダンス
- 東北出身でAVデビュー時は大学3年生。デビューのきっかけは大学を卒業した後の将来のビジョンがなく、自分は何やりたんだろうと考えた時に、エロが好きだったので、AV女優をやってみたいと思ったため[2]。
- 初めてAVを見たのは18歳の時。初体験は20歳の時で、相手は13歳上のバイト先のお客さんで6回目で成功した[3]。デビュー前の経験人数は1人だけだった[4]。
- アイドルオタクということを明かしていて[3]、K-POPとハロー!プロジェクトが好きである[4]。
- 一時期陰毛を剃ってパイパンにしていた時期があったが、毛が全部ない自分を見て『小学校高学年と変わらない』と感じ、大人の威厳として現在は生やしている[3]。

## 作品
◎はBD版発売作品。

### アダルトDVD / BD
- 新人 まだ‘可愛くなる方法’を知らない未完成原石AVデビュー 三浜唯（10月3日、MOODYZ）◎
- ぜーんぶ初体験!!セックス開発 3本番Special!! 三浜唯（11月7日、MOODYZ）◎
- 爽やかな笑顔とはギャップすぎる濡れ染みパンチラで全力誘惑してくる小悪魔生徒会長 三浜唯（12月5日、MOODYZ）

- 激イキ180回! 膣痙攣3543回!本気汁14412cc!禁欲焦らしオーガズム大覚醒スペシャル! ～1カ月溜め込んだ性欲が爆発した一日～ 三浜唯（1月2日、MOODYZ）◎
- 一度射精しても、見つめて囁きヌイてくれる回春エステ 三浜唯（2月6日、MOODYZ）
- 東京で彼女がデキたお兄ちゃんに嫉妬しすぎて 里帰り中、朝から晩まで何度も何度もシャブリ続ける妹 三浜唯（3月5日、MOODYZ）
- 解禁 生まれて初めての中出し性交 三浜唯（5月21日、MOODYZ）
- 新入生の現役女子大生の初めて参加した大学の飲み会がぶっかけ中出し輪●サークルに変わった日。 三浜唯（6月18日、MOODYZ）
- ある夏の熱帯夜、ママに内緒で義父から布団の中で種付けプレスされて早5年、まさか大人になっても夜這い中出しが続くなんて… 三浜唯（7月16日、MOODYZ）
- 不適切中出し学校に転校してしまった優等生ゆい 絶倫生徒の面前でチ〇ポ挿れっぱなし! 三浜唯（8月20日、MOODYZ）
- ゆいぴょんと一緒にイクッ! 初体験筆おろしドキュメント! すぐに膣内に射精しても怒られない童貞中出し合宿 あわよくば絶倫チ〇ポに改善しちゃうぞ!! 三浜唯（9月17日、MOODYZ）
- 学生時代、いじめから僕を助けてくれた同級生とデリヘルで再会 その日から通い詰めて1日貸し切り全オプションを注文して何度も何度も中出しをしてしまった。 三浜唯（10月15日、MOODYZ）
- 停電ドアロック缶詰集団痴漢 可憐な制服美少女が汚らわしい痴漢魔達に追い込まれ暴走レ×プピストン 半狂乱中出しアクメ12発 三浜唯（11月19日、MOODYZ）
- 私は義父の肉オナホ。あの日から”大嫌い”に変わった。ママの身代わりになって、変態義父にデリヘル嬢扱いされて、過激衣装を着たまま犯されて、絶倫ピストンで何度も犯されて、20発も快楽調教させられ続けたから。 三浜唯（12月17日、MOODYZ）

### VR
- 「たくさん見つめてエッチしたい…。」 キスをすればするほどエロが加速する…原石美少女・三浜唯初VR 8K高画質SPECIAL!!（4月10日、MOODYZ）

### イメージDVD / BD
- Clarity 三浜唯（2024年3月15日、ファインピクチャーズ）◎

### デジタル写真集
- みんなあつまれ MOODYZキャンペーン2024 スペシャルフォトブック（2024年3月15日、FANZA BEAUTY COLLECTION）※FANZA『みんなあつまれ! MOODYZキャンペーン2024』オリジナルフォトブック。キャンペーンガール16名の撮り下ろし写真を収録。FANZA限定配信。

## 出演

### テレビ
- 月ともぐら（2024年2月23日 - 4月19日、テレビ東京）[5]

### ラジオ
- ねむチキ（2024年6月9日・16日、TBSラジオ）

### WEB配信
- カチコチTV（2024年6月28日、7月5日、FANZA TV）
- 東京スキャンダルクラブ（2024年7月24日 - 8月14日、FANZA TV）

### ゲーム
- 異世界帰りの僕と、失われた恋（2025年5月1日、Steam、第四の壁[6]） - 桃野惠麻 役[7]